# Cartina per sigarette

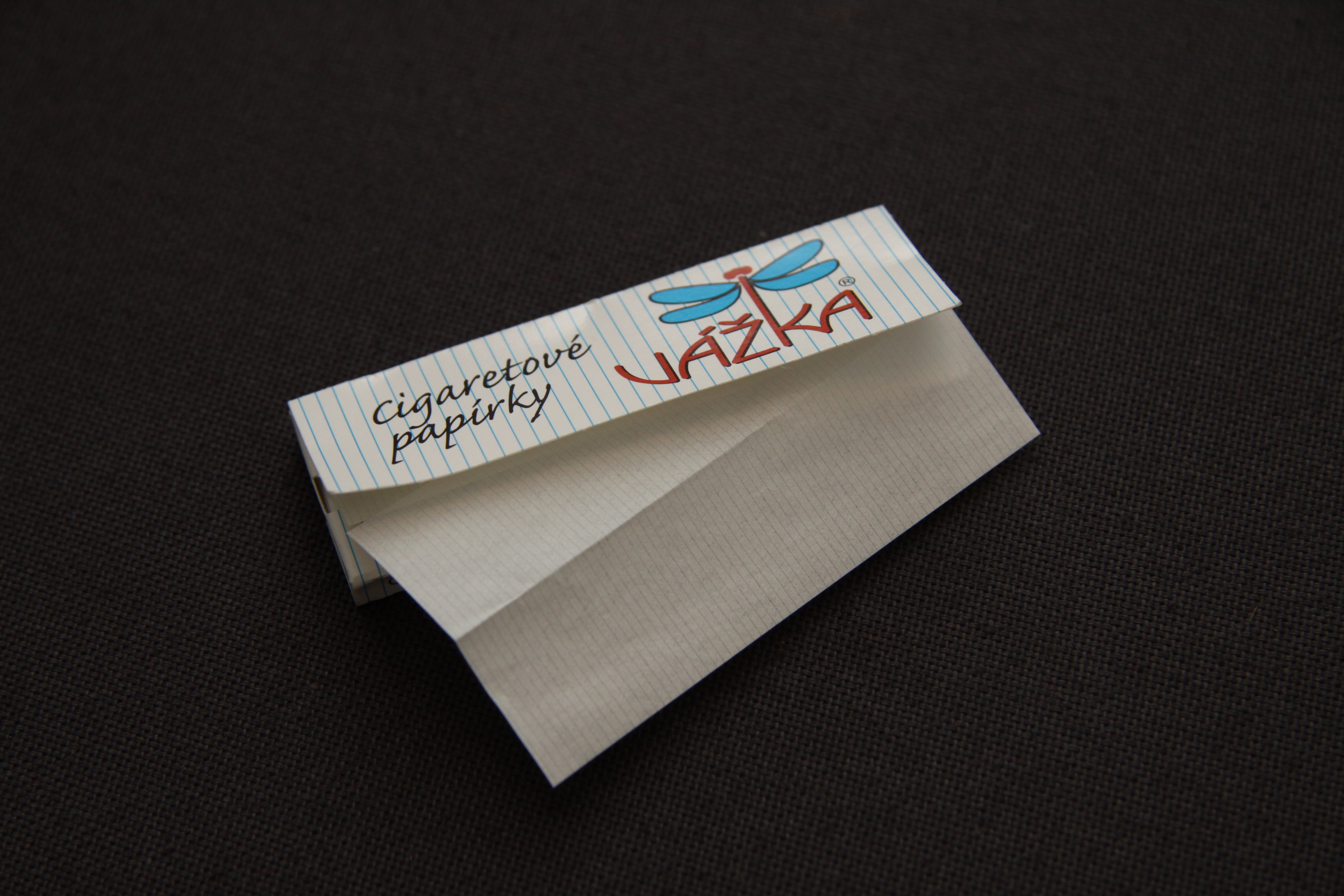
Esempio di cartine di produzione ceca

La cartina per sigarette è l'involucro cartaceo dentro al quale sono contenute le foglie sminuzzate di tabacco (o di altre sostanze) in una sigaretta. Il termine si riferisce più specificamente alle cartine che sono vendute sfuse per il confezionamento artigianale delle sigarette.
La cartina è un elemento essenziale per arrotolare una sigaretta a mano. Occorrono altri due elementi per produrre una sigaretta: il filtro (anche se non essenziale) e il tabacco sfuso. 
Arrotolare o, più gergale, "rollare" una sigaretta può essere più o meno difficile a seconda dell'esperienza e dell'abilità della persona. Si può anche ricorrere a piccoli apparecchi semiautomatici, detti interpercolatrici.

## Tipologia
Esistono due tipi di cartine:
- Tipo A: sono le cartine che subiscono un processo di sbiancamento attraverso processi chimici, principalmente con l'aggiunta di cloro[3]. Sono di densità consistente e dallo spessore medio/alto. Sono quelle bianche, molto simili a quelle delle sigarette già confezionate, si differenziano da queste ultime principalmente per la lunghezza.
- Tipo B: sono le cartine quasi trasparenti, più sottili rispetto alle Tipo A e di consistenza più leggera.

Le differenze tra i due tipi consistono nel diverso grado di combustione. Le Tipo A sono definite auto-comburenti in quanto anche non aspirando la sigaretta brucerà da sola. Le Tipo B si spengono se non si aspira. Per quanto riguarda il gusto, esso cambia radicalmente. Le cartine bianche hanno un sapore più mite e leggero ma anche più naturale, quelle trasparenti regalano un sapore più acre e un retrogusto più amaro.
Le cartine solitamente sono fatte di carta derivata da varie piante, tra cui riso, canapa o lino. Contengono anche una sottile striscia di colla (gomma arabica) per chiudere i due lembi della cartina nel momento del rollaggio. Si trovano inoltre in commercio cartine realizzate in cellulosa, dal colore trasparente e biodegradabili. 
Le cartine si trovano in commercio in moltissime forme e dimensioni, che possono variare dal modello corto (circa 4–5 cm di lunghezza) al modello "king size" (100 mm), fino ad arrivare al modello "roller" ovvero un rotolo di lunghezza di circa 1,5 m; Esistono anche versioni aromatizzate alla liquirizia, mentolo, anice, fragola, cocco, caffè, ecc.